# Фінансова башта Bitexco

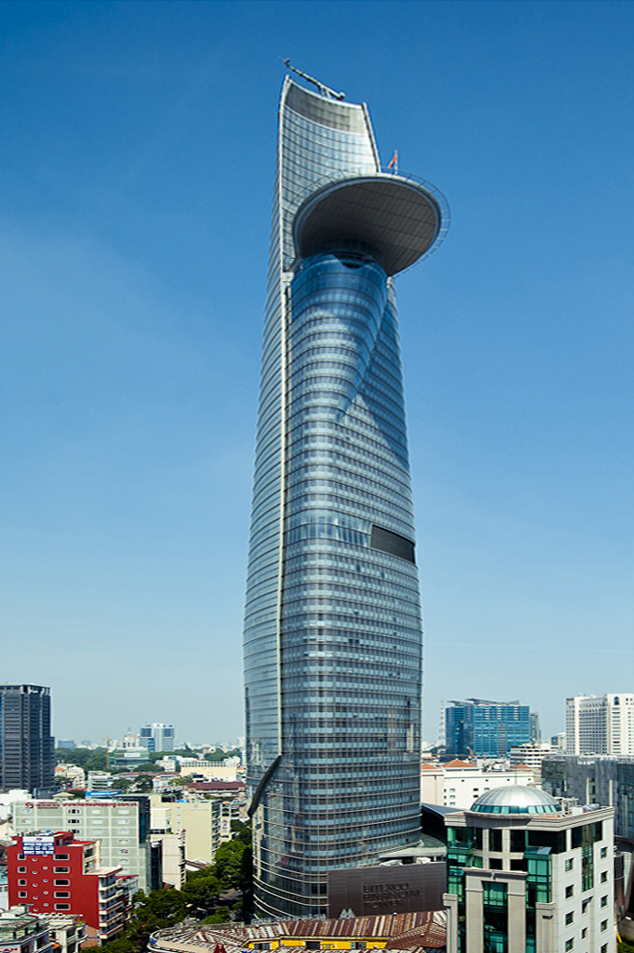
Фінансова башта Bitexco

Фінансова башта Bitexco — хмарочос, розташований у центральному районі Хошиміна, В'єтнам. Належить Bitexco Group of Companies.

## Опис
Будівля складається з 68 поверхів і трьох підвалів. Загальна висота будівлі складає 262,5 м (861 фут). Дизайн будівлі був розроблений студією Карлоса Запати (Carlos Zapata), натхненням послужила квітка лотоса — символ В'єтнаму. До спорудження на початку 2011 року у Ханої Keangnam Hanoi Landmark Tower висотою 336 метрів, башта Bitexco було найвищою будівлею В'єтнаму. Наразі є найвищою діловою будівлею країни класу А.

## Історія
Підготовка до будівництва будівлі почалася у вересні 2005 року. Два роки по тому, у червні 2007 року, почалося будівництво безпосередньо вежі. Планувалося, що будівництво буде закінчено до середини 2009 року, однак вежу вдалося добудувати тільки у середині 2010 року, а церемонія відкриття відбулася 31 жовтня 2010 року.

## Структура
У вежі знаходиться більше 20 ліфтів, які покривають відстань від першого до останнього поверху за 45 секунд. У будівлі одночасно можуть знаходитися і працювати близько 10 тисяч осіб. У будівлі знаходяться три підвали, з розміщеними там підземними паркінгами та приміщеннями господарського призначення загальною площею 33 000 квадратних метра (360000 кв. футів). Площа основи вежі становить 6000 квадратних метрів (65 000 кв. футів), а загальна площа вежі становить 100 000 квадратних метрів (1 100 000 кв. футів).

## Особливості
На 50-му поверсі будівлі, на висоті 191 метр (627 футів), розміщено вертолітний майданчик та кафе. На 49-му поверсі розташований відкритий 2011 року оглядовий майданчик Saigon Skydeck, з якого відкривається панорамний вид Хошиміна на 360 градусів.